# Leopold Sekongo

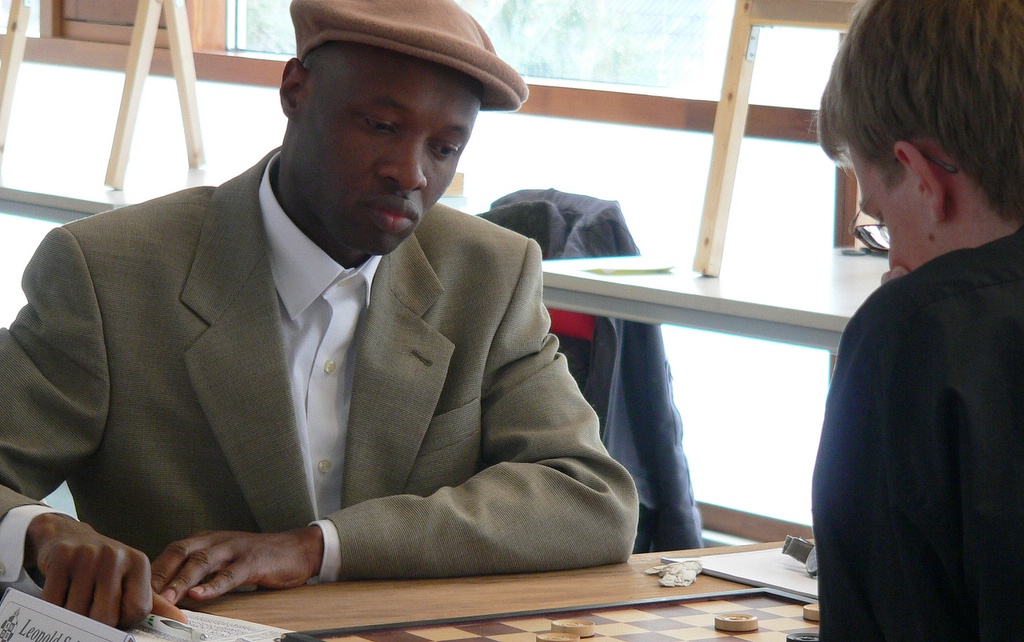
Leopold Sekongo (links) tijdens zijn partij tegen Johan Sterrenburg op het NK 2006.

Leopold Sekongo (25 september 1969) is een Nederlandse dammer, die is geboren in de Ivoorkust. Zijn hoogste KNDB-rating behaalde hij in 2020 met 1385 punten.
Zijn eerste succes behaalde hij in 1994 door kampioen te worden van de Ivoorkust. Hij nam in 2006 deel aan de finale van het Nederlands kampioenschap waar hij als negende van 14 deelnemers eindigde. In 2007 eindigde hij tiende in een veld van 14 deelnemers. In 2008 werd hij vijfde op het Nederlands kampioenschap sneldammen.
Hij is aangesloten bij BDV Bergen op Zoom en CEMA - De Vaste Zet Geleen.